# Gävleborgs län
Gävleborgs län (provincie Gävleborg) is een provincie in het Noord-Zweedse landsdeel Norrland. Ze omvat de landschappen Gästrikland en Hälsingland. Gävleborgs län ligt aan de Botnische Golf en grenst aan de provincies Uppsala län, Västmanlands län, Dalarnas län, Jämtlands län en Västernorrlands län. De hoofdstad is Gävle.
De oppervlakte van Gävleborgs län bedraagt 18.191 km², wat 4,4% van de totale oppervlakte van Zweden is. Er woonden in 2021 287.858 inwoners.

## Gemeenten
In Gävleborgs län liggen de volgende gemeenten:
| - Bollnäs - Gävle - Hofors - Hudiksvall - Ljusdal | - Nordanstig - Ockelbo - Ovanåker - Sandviken - Söderhamn |

## Bestuur
Gävleborgs län heeft, zoals alle Zweedse provincies, een meerduidig bestuur. Binnen de provincie vertegenwoordigt de landshövding de landelijke overheid. Deze heeft een eigen ambtelijk apparaat, de länsstyrelse. Daarnaast bestaat de landsting, dat feitelijk een eigen orgaan is naast het län, en dat een democratische bestuur, de landstingsfullmäktige, heeft dat om de vier jaar wordt gekozen.

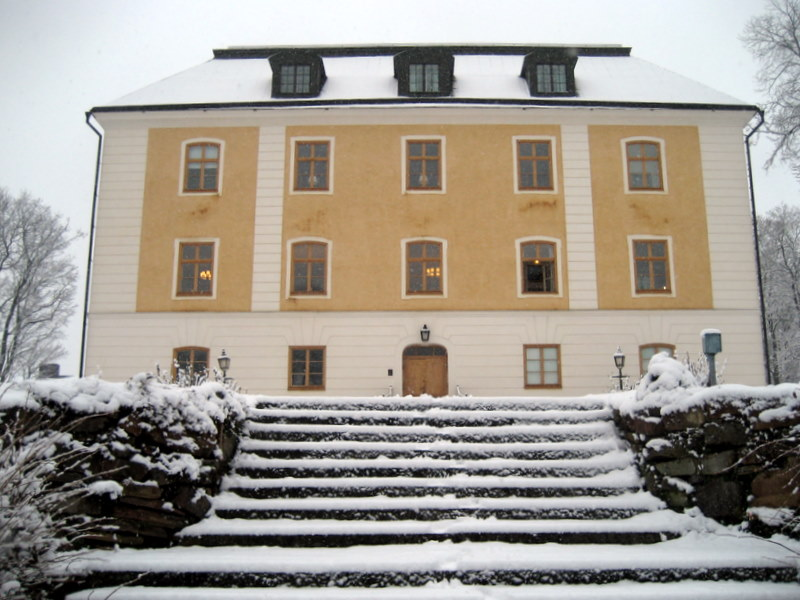
Slot Gävle, tegenwoordig residentie van de landshövding

### Landshövding
De vertegenwoordiger van de rijksoverheid in Gävleborgs län is sinds augustus 2015 Per Bill, een oud-parlementslid van Moderaterna.

### Landsting
De Landsting, formeel Gävleborgs län landsting, wordt bestuurd door de landstingsfullmäktige die sinds 1976 uit 75 leden bestaat. Door de landstingfullmäktige wordt een dagelijks bestuur, de landstingsstyrelsen, gekozen. Hierin heeft de meerderheid, bestaande uit Vänster, Arbeiderspartij, Groenen en Centrumpartij, 7 leden en de oppositie 6 leden.
Na de verkiezingen van 2018 was de zetelverdeling in de landstingsfullmäktige:
- Vänster (V): 7 zetels
- Arbeiderspartij (S): 24 zetels
- Groenen (MP): 2 zetels
- Sverigedemokraterna (SD): 11 zetels
- Sjukvårdspartiet Gävleborg (SJPG): 5 zetels
- Centrum (C): 8 zetels
- Liberalerna (L): 3 zetels
- Christendemocraten (KD): 4 zetels
- Moderaterna (M): 11 zetels

## Geboren in Gävleborgs län
- Bengt Åberg (1944-2021), motorcrosser

Blekinge län · Dalarnas län · Gävleborgs län · Gotlands län · Hallands län · Jämtlands län · Jönköpings län · Kalmar län · Kronobergs län · Norrbottens län · Örebro län · Östergötlands län · Skåne län · Södermanlands län · Stockholms län · Uppsala län · Värmlands län · Västerbottens län · Västernorrlands län · Västmanlands län · Västra Götalands län